# Israels Søn
Israels Søn er en tysk stumfilm fra 1923 af E. A. Dupont.

## Medvirkende
- Henny Porten som Elisabeth Theresia
- Ruth Weyher
- Hermann Vallentin som Heinrich Laube
- Avrom Morewski som Rabbi Mayer
- Ernst Deutsch som Baruch
- Grete Berger
- Robert Garrison som Ruben Pick